# Middle East Airlines
Middle East Airlines – Air Liban S.A.L. (arabiska: طيران الشرق الأوسط ـ الخطوط الجوية اللبنانية Ṭayyarān al-Sharq al-Awsaṭ - al-Khuṭūṭ al-jawiyyah al-lubnāniyyah) mer känd som Middle East Airlines (MEA). MEA är det nationella flygbolaget i Libanon, med huvudkontor i Beirut, nära Beirut-Rafic Hariris internationella flygplats. De flyger internationella flygningar till Asien, Europa, Mellanöstern och Afrika från dess bas på  Beirut-Rafic Hariris internationella flygplats.

## Historia

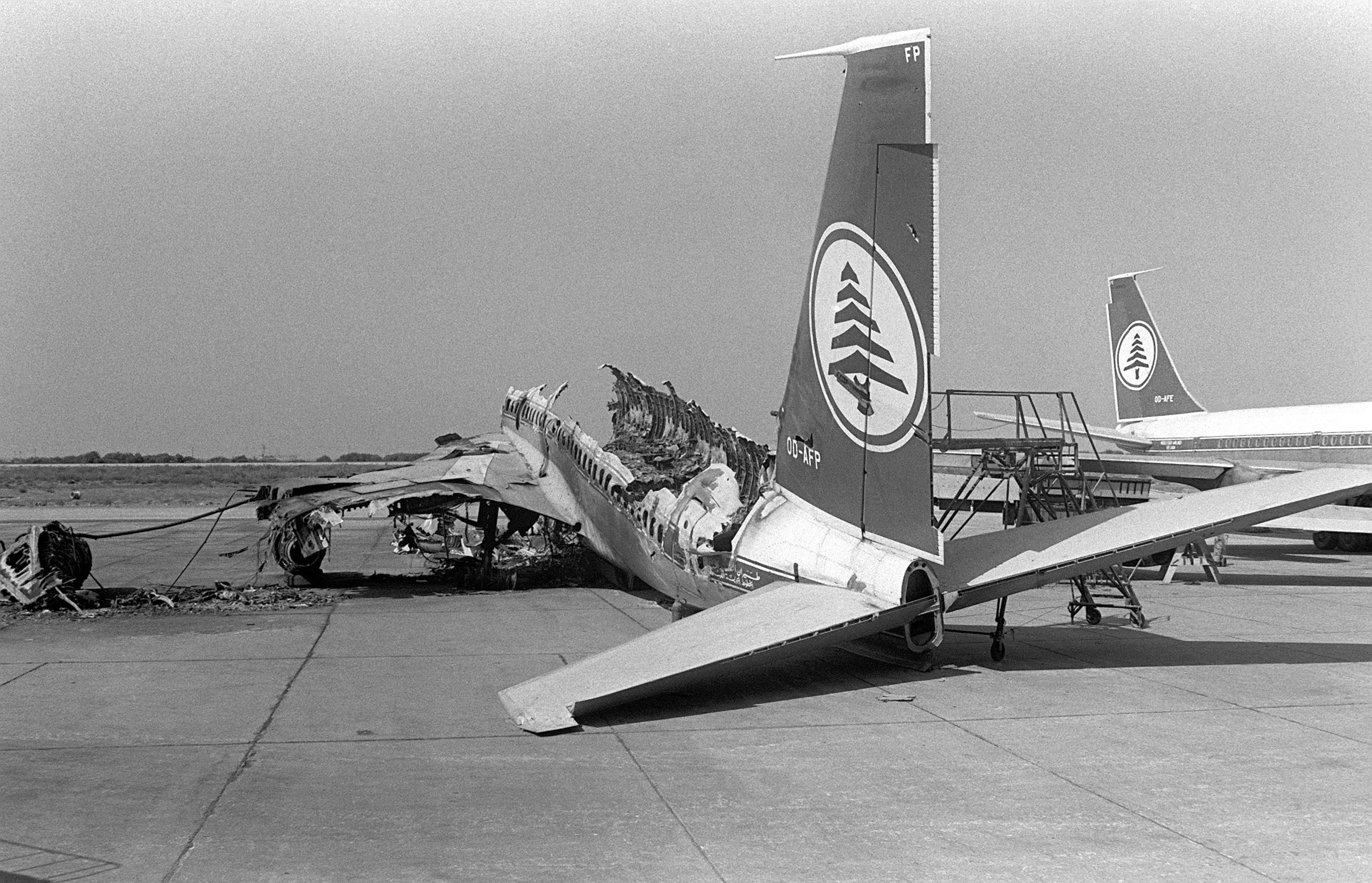
En Boeing 720 från MEA förstördes under en israelisk attack 1982.

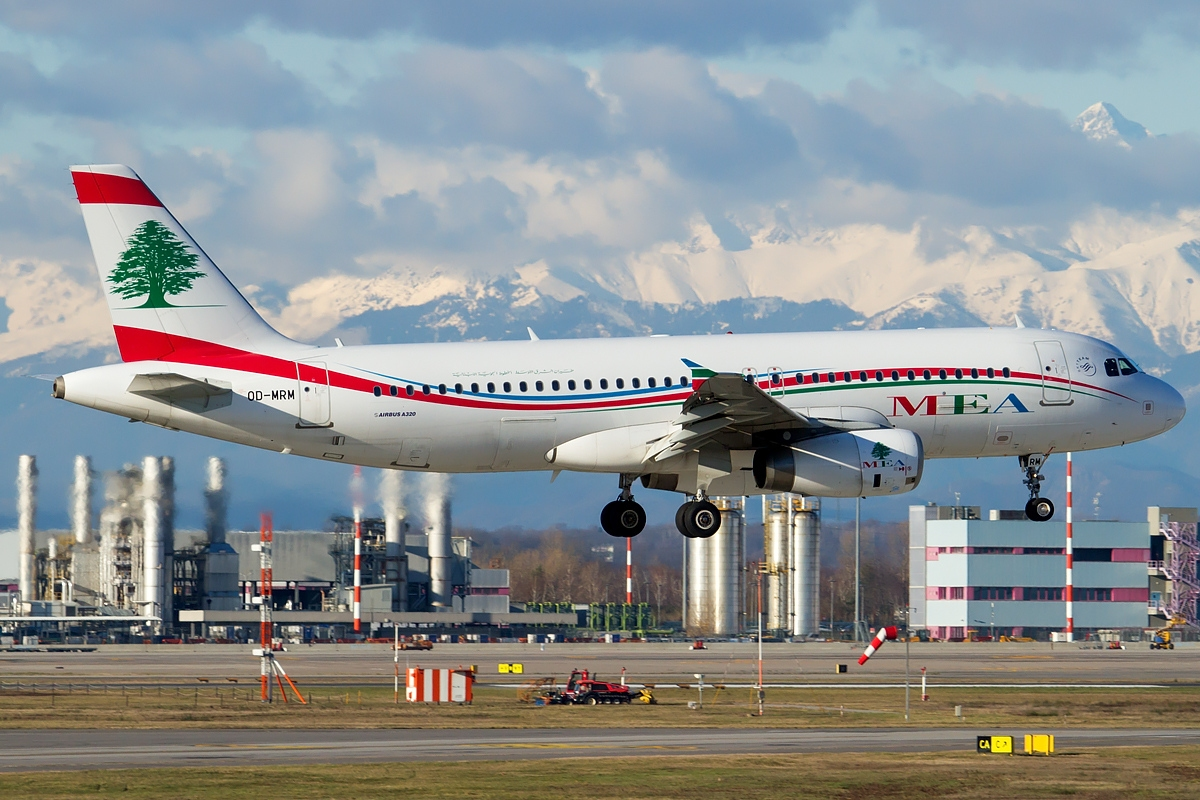
En av de 13 stycken Airbus A320-200 som ägs av Middle East Airlines

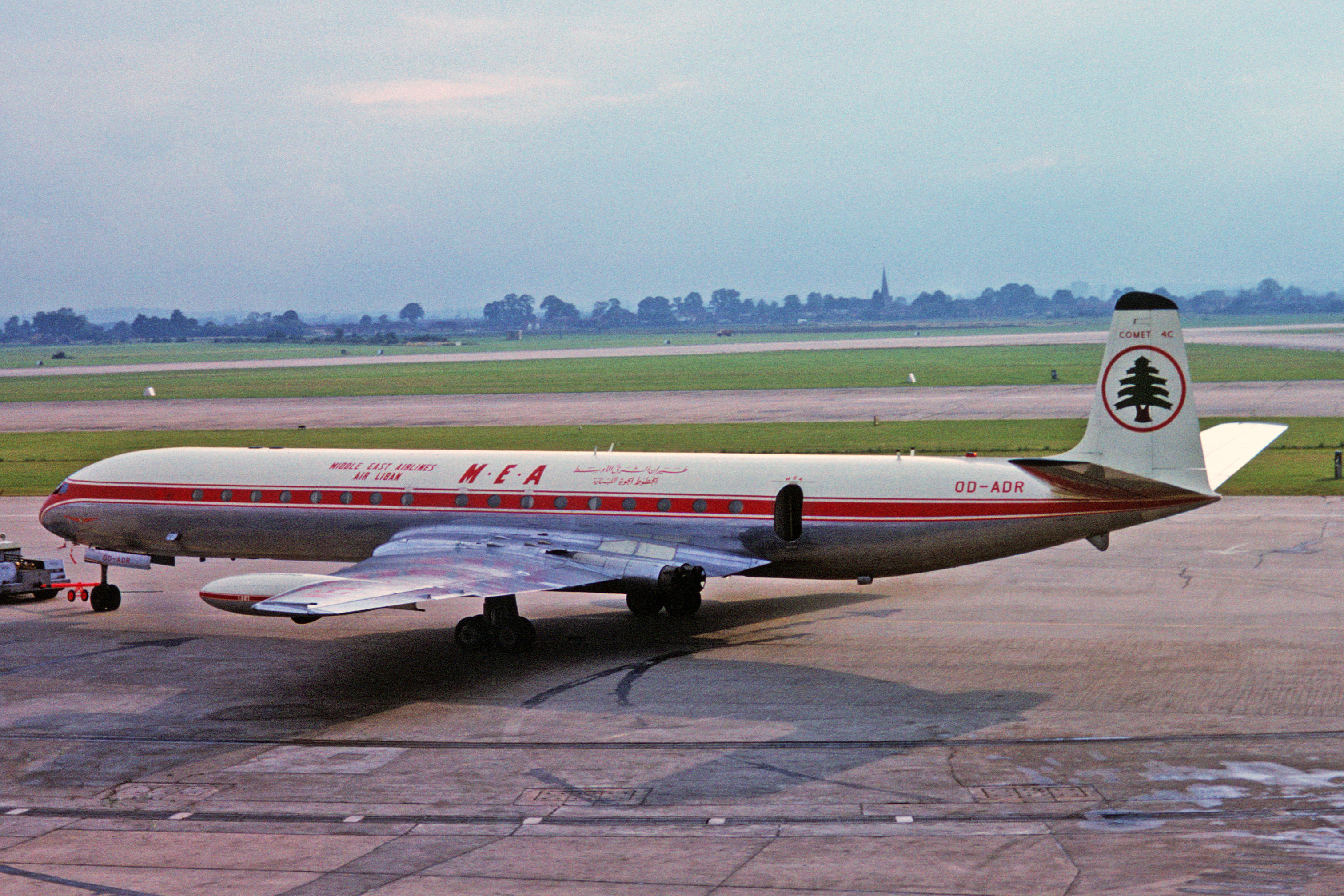
Middle East Airlines De Havilland DH106 Comet 4C på London Heathrow Flygpats

Flygbolaget grundades den 31 maj 1945 av Saeb Bey Salaam, som senare blev Libanons premiärminister och började flyga mellan Beirut och Bagdad i februari 1946. År 1965 slogs MEA ihop med Lebanese International Airways.
MEA fick stora delar av sin flotta förstörd under 1960-1980-talet i samband med krigshandlingar. Den 28 december 1968 förstörde Israel åtta av bolagets flygplan varav en Boeing 707 samt fyra plan som ägdes av Lebanese International Airways. MEA återupptog flygtrafiken 1990 och har successivt byggt ut linjenätet.
Middle East Airlines (MEA) är medlem av flygbolagsalliansen SkyTeam sedan 28 juni 2012, Arab Air Carriers Organization (AACO) och  International Air Transport Association (IATA).

## Flotta

### Nuvarande flotta
| Flygplan                | Antal | Order | Passagerare  | Övrigt                 |
| ----------------------- | ----- | ----- | ------------ | ---------------------- |
| Airbus A320-200         | 13    | 1     | 126 (102/24) |                        |
| Airbus A321neo          | 9     |       |              | Leverans påbörjas 2019 |
| Airbus A330-200         | 5     |       | 244 (200/44) |                        |
| Cedar Executive Flottan |       |       |              |                        |
| Embraer Legacy 500      | 2     |       | 12           |                        |
| Total                   | 20    | 12    |              |                        |

### Historisk flotta

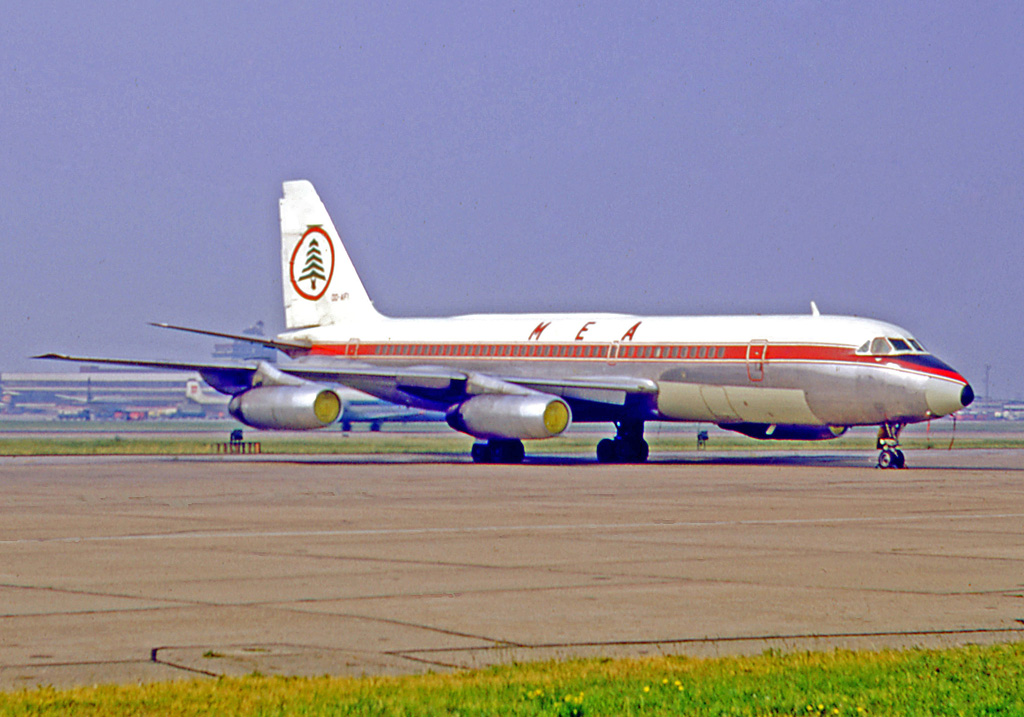
Middle East Airlines Convair 990 Coronado på London Heathrow Flygplats

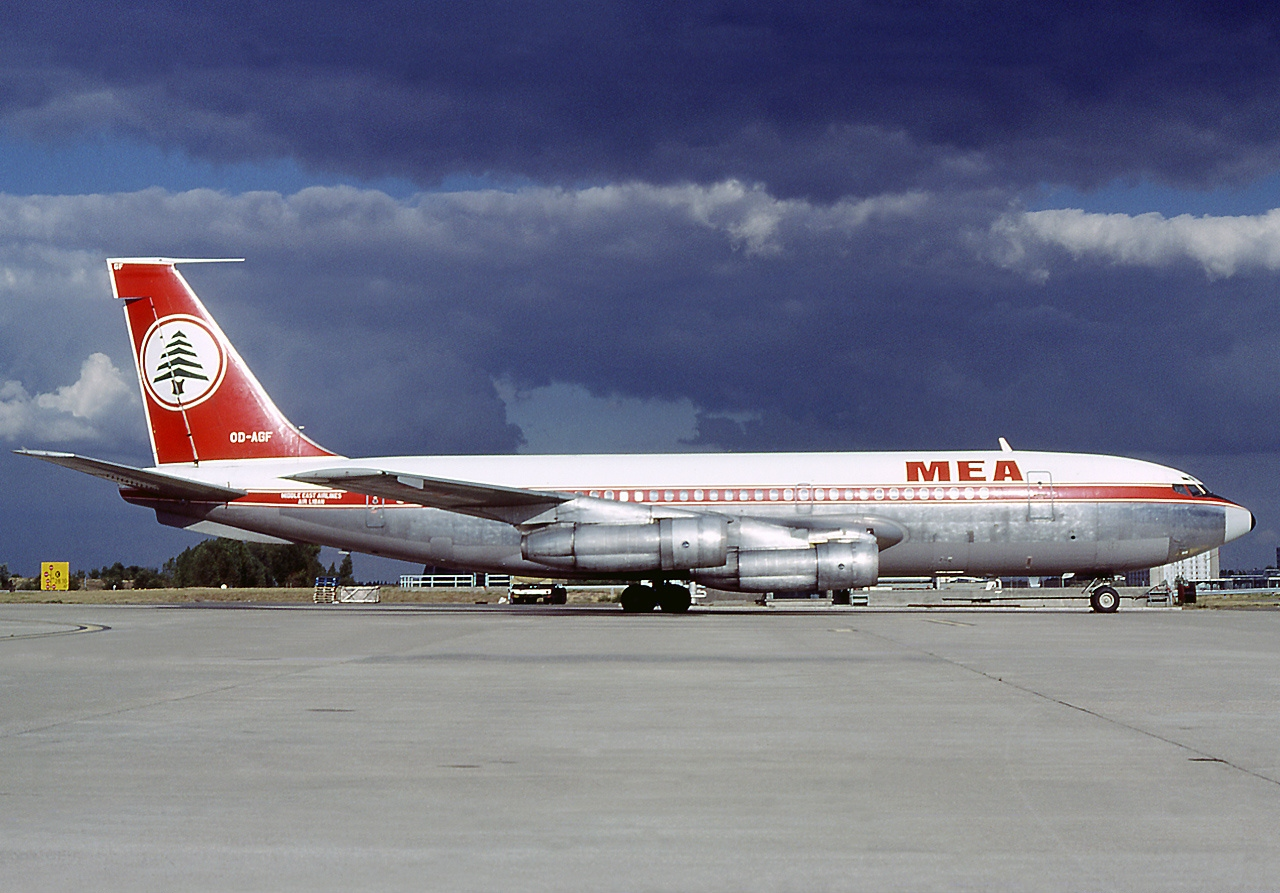
Middle East Airlines Boeing 720

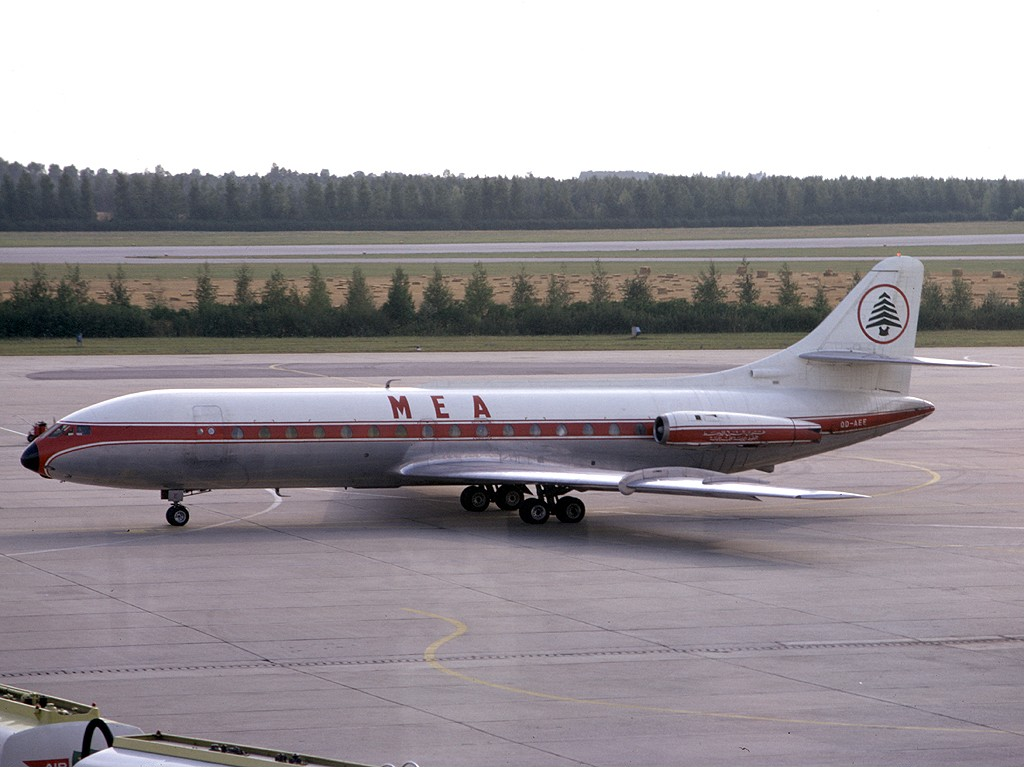
Middle East Airlines Caravelle

Middle East Airlines har tidigare flugit bl.a.:
- Airbus A300
- Airbus A310
- Airbus A321
- Avro York
- Boeing 707
- Boeing 720
- Boeing 747
- Bristol 170 Freighter
- Convair 990
- de Havilland Comet 4
- Douglas DC-3/C-47
- SNCASE Languedoc
- Sud Aviation Caravelle
- Vickers VC10
- Vickers Viscount

## Destinationer
Middle East Airlines flyger till Mellanöstern, Europa och Afrika. Medina och Nice är destinationer som serveras säsongsmässigt. MEA driver även charterflyg till fritidsdestinationer i olika länder, som betjänar städer som Sharm el-Sheikh, Antalya, Dalaman, Rhodos och Mykonos. Middle East Airlines flyger till 31 destinationer.

## Codeshare avtal
Middle East Airlines har codeshare avtal med följande flygbolag
- Aeroflot
- Air Canada
- Air Europa
- Air France
- Alitalia
- Czech Airlines
- Etihad Airways
- Qatar Airways
- Royal Jordanian
- Saudia
- TAROM
- Tunisair
- Turkish Airlines
- Virgin Atlantic